# مالك بن الحويرث الليثي الكناني
مالك بن الحويرث الليثي الكناني كناه النبي أبو سليمان، سمع الرسول وروي عنه أبو قلابة في الصلاة أقام في البصرة ومات فيها عام 74 هـ.

## رواية
راوي حديث
، من إخراج أحمد الصغير الحمداني.